# Kozłowka (obwód amurski)
Kozłowka (ros. Козловка) – wieś w Rosji, w obwodzie amurskim, w rejonie mazanowskim. W 2010 liczyła 93 mieszkańców.